# Infrared Data Association

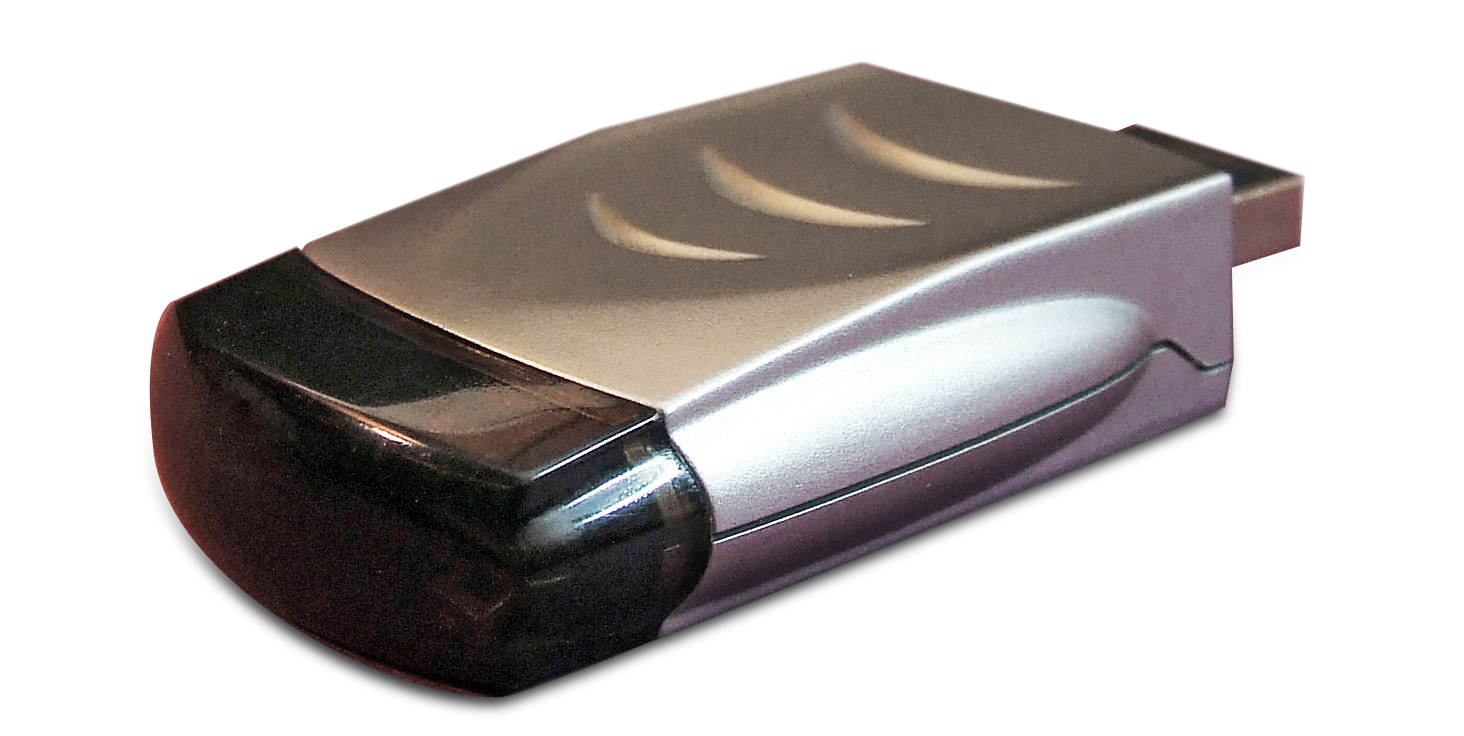
Внешний USB-модуль инфракрасного порта

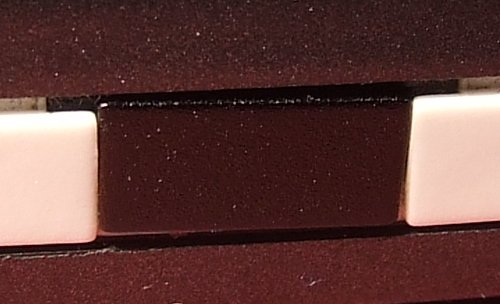
ИК-порт в телефоне Siemens CXT70

InfraRed Data Association — IrDA, ИК‑порт, инфракрасный порт — группа стандартов, описывающая протоколы физического и логического уровня передачи данных с использованием инфракрасного диапазона световых волн в качестве среды передачи. IrDA-порт, встроенный в мобильные телефоны, позволял также использовать телефон вместо пульта ДУ для телевизоров и другой техники.
Является разновидностью оптико-волоконной линии связи ближнего радиуса действия.
Была особо популярна в конце 1990-х начале 2000-х годов. В данное время практически вытеснена более современными аналогами, такими как WiFi и Bluetooth. Известны даже дозиметры с ИК-портом во влагонепроницаемых корпусах.
Основные причины отказа от IrDA были:
- Усложнение сборки корпусов устройств, в которых монтировалось ИК-прозрачное окно.
- Ограниченная дальность действия и требования прямой видимости пары приёмник-передатчик.
- Относительно низкая скорость передачи данных первых реализаций стандарта. В последующих ревизиях стандарта этот недостаток исправили: скоростные возможности немного превышают, например, возможности одной из самых распространённых на сегодняшний момент версии протокола Bluetooth (спецификация 4.0). Однако широкого распространения скоростные варианты IrDA получить уже не успели.

IrDA спецификации включают в себя:
- Спецификацию физического уровня IrPHY (с разновидностями SIR, MIR, FIR, VFIR, UFIR)
- Протокольные спецификации IrLAP, IrLMP, IrCOMM, Tiny TP, IrOBEX, IrLAN, IrSimple и IrFM (находится в разработке).

IrDA устройства способны передавать информацию с различной скоростью:
- SIR (HPSIR) - Serial InfraRed - до скорости 115200 бит/с
- MIR - Medium InfraRed - до скорости 1.152 Мбит/с
- FIR - Fast InfraRed - до скорости 4 Мбит/с
- VFIR - Very Fast InfraRed - до скорости 16 Мбит/с
- UFIR - Ultra Fast InfraRed - до скорости 96 Мбит/с
- Giga-IR - до скорости 1 Гбит/с

## Аппаратная реализация
Аппаратная реализация, как правило, представляет собой пару из излучателя, в виде инфракрасного светодиода, и приёмника, в виде фотодиода расположенных на каждой из сторон линии связи. Наличие и передатчика и приёмника на каждой из сторон является необходимым для использования протоколов двусторонней передачи данных.
В ряде случаев, например при использовании в пультах дистанционного управления бытовой техникой, одна из сторон может быть оснащена только передатчиком, а другая только приёмником.
Иногда устройства оснащают несколькими приёмниками, что позволяет одновременно поддерживать связь с несколькими устройствами. Использование при этом одного передатчика возможно благодаря тому, что протоколы логического уровня требуют лишь незначительного обратного трафика для обеспечения гарантированной доставки данных.
Наличие нескольких передатчиков встречается гораздо реже.
Большинство оптических сенсоров, используемых в фото и видео камерах, имеет диапазон чувствительности гораздо шире видимой части спектра. Благодаря этому работающий инфракрасный передатчик можно увидеть на экране или фотоснимке в виде яркого пятна.

## Возможности
До недавнего времени ИК-портами для передачи данных оснащалась большая часть  мобильных телефонов, ноутбуков и карманных компьютеров. ИК-портами оснащаются некоторые принтеры и цифровые фотоаппараты.
Большинство настольных ПК, напротив, не имеет инфракрасного порта в стандартной системной конфигурации, и для них необходим ИК-адаптер, который подключается к компьютеру через USB, СОМ-порт или в специальный разъём на материнской плате.
Через ИК-порт, с помощью протокола высокого уровня — IrOBEX можно, например, передать цифровую визитную карточку, мелодию, картинку или файл на другой сотовый телефон или компьютер, на котором также имеется ИК-порт. Этот же протокол позволяет организовывать синхронизацию данных.
Протокол IrCOMM позволяет использовать мобильный телефон как беспроводной модем.
Протокол IrLAN позволяет подключить и связать устройства в локальную сеть, наподобие Ethernet.
Однако теперь, когда ему на смену пришли Wi-Fi и Bluetooth — инфракрасный порт используется далеко не для передачи информации. Новое назначение — дистанционное управление различной бытовой электроникой — смартфон, оборудованный ИК-портом, превращается в универсальный пульт ДУ. С его помощью можно, парой касаний дисплея, переключить канал телевизора, отрегулировать температуру кондиционера, запустить кофеварку и так далее. Такая возможность позволяет отказаться от  множества громоздких пультов и забыть о постоянной покупке батареек к ним.

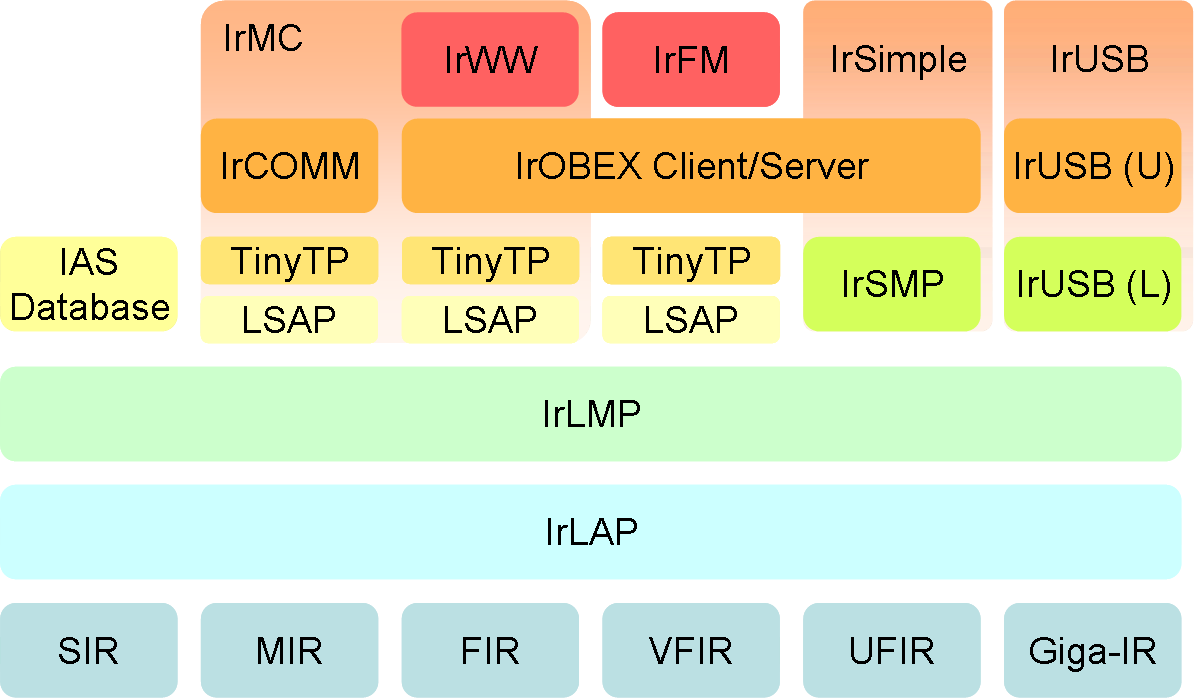
Стек протоколов IrDA

IrPHY (Infrared Physical Layer Specification) — представляет обязательный протокол самого низкого уровня среди спецификаций IrDA. Соответствует физическому уровню сетевой модели OSI
Основные характеристики спецификации IrPHY выглядят следующим образом:
- Дальность: до одного метра.
- Минимальное поддерживаемое отклонение от оси приёмника/передатчика: не менее 15°.
- Скорость передачи данных: от 2.4 кбит/с до 16 Мбит/с (100 Mбитная версия находится в разработке).
- Модуляция: немодулированный сигнал, без несущей.
- Волновой диапазон: от 850 до 880 нанометров.
- Режим передачи данных: полудуплексный.

Интересно, что спецификация не определяет максимальных допустимых значений для таких параметров как дальность или отклонение от оси, тем не менее, типичное расположение устройств для организации соединения подразумевает расстояние от 5 до 50 сантиметров на одной оси. Устройства с односторонней связью (например пульт ДУ и телевизор), как правило, поддерживают дальность не более 10 метров.
Использование полудуплексного режима мотивируется тем, что при попытке одновременного приёма и передачи данных излучение собственного передатчика будет сильно мешать приёму сигнала от передатчика удалённого, что делает реализацию полнодуплексного режима очень сложной и нецелесообразной.
Скорости передачи данных делятся на несколько поддиапазонов — SIR, MIR, FIR, VFIR, UFIR каждый из которых характеризуется не только разными скоростями но и использованием различных кодовых схем. Что, собственно, и делает возможным более быструю передачу данных.

#### SIR
Serial Infrared (SIR) использует те же скорости передачи данных, что и в спецификации последовательного соединения RS232 (COM-порт), а именно, 9.6 кбит/с, 19.2 кбит/с, 38.4 кбит/с, 57.6 кбит/с, 115.2 кбит/с. Совпадение поддерживаемых скоростей не случайно, и позволяет довольно легко реализовать COM IrDA адаптеры.
Как правило наименьшая доступная скорость для устройств составляет именно 9600 бит/с и именно она используется для передачи сигналов поиска, оповещения и сопряжения.

#### MIR
MIR — Medium Infrared — поддерживает скорости передачи данных 0.576 Мбит/с и 1.152 Мбит/с.
Хотя MIR и не является официальным термином IrDA, однако то, что схема кодирования, используемая для этих скоростей, отлична как от SIR так и от FIR, делает этот термин довольно удобным и распространённым.

#### FIR
Fast Infrared — устаревший термин спецификации IrDA, ранее использовавшийся для обозначения устройств, поддерживающих скорость передачи данных от 9600 бит/с до 4 Мбит/с, что включает в себя и SIR и MIR.
В наше время, как правило, термин FIR используется для обозначения собственно скорости 4 Мбит/с.
Некоторые источники используют термин FIR для обозначения всех скоростей, превышающих SIR.

#### VFIR
Very Fast Infrared — термин использующийся для обозначения поддержки скоростей передачи вплоть до 16 Мбит/с.
Хотя детали спецификации всё ещё находятся в состоянии разработки, на данный момент, 16 Мбит/с это самая высокая скорость передачи данных по IrDA, поддерживаемая серийными устройствами.
Например, инфракрасный передатчик TFDU8108 поддерживает все скорости передачи данных от 9.6 кбит/с до 16 Мбит/с.

#### UFIR
Ultra Fast Infrared — находится в состоянии разработки, ожидается поддержка скорости вплоть до 100 Мбит/с.

### IrLAP
Infrared Link Access Protocol — обязательный протокол второго уровня, располагается поверх IrPHY, соответствует канальному уровню сетевой модели OSI.
IrLAP отвечает за:
- Контроль доступа.
- Поиск расположенных вблизи устройств.
- Установление и поддержку двунаправленного соединения.
- Распределение первичной и вторичной ролей среди устройств.

IrLAP делит все сообщающиеся устройства на одно Первичное и остальные (одно и более) вторичные. Первичное устройство контролирует все Вторичные и может передавать им данные без «разрешения». Вторичное устройство может отправлять данные только по запросу с Первичного.

### IrLMP
Infrared Link Management Protocol — обязательный протокол третьего уровня. Соответствует сетевому уровню сетевой модели OSI.
Состоит из двух подуровней — LM-MUX (Link Management Multiplexer) и LM-IAS (Link Management Information Access Service).
LM-MUX отвечает за:
- разделение потока данных на различные каналы связи.
- смену Первичных/Вторичных устройств.

LM-IAS отвечает за:
- публикацию списка доступных сервисов.
- доступ клиентских устройств к опубликованным сервисам.

### IrCOMM
IrCOMM (Infrared Communications Protocol) - протокол позволяет использовать ИК-соединение в качестве последовательного или параллельного порта (COM).

### Tiny TP
Tiny TP (Tiny Transport Protocol) – протокол, основанный на базе IrLMP. Позволяет передавать большие массивы данных и управлять потоком данных, расставляя приоритеты каждому логическому каналу.

### IrOBEX
IrOBEX (Infrared Object Exchange) – протокол, основанный на базе Tiny TP. Обеспечивает возможность обмена произвольными объектами данных: контактами, событиями календаря и даже исполняемыми приложениями.

### IrLAN
IrLAN (Infrared Local Area Network) – протокол, позволяющий подключиться к LAN-сети через IrDA-соединение одним из трёх способов: как точка доступа, одноранговая связь peer-to-peer, или в качестве хоста.

### IrFM
IrFM (Infrared Financial Messaging) – протокол, позволяющий проводить денежные транзакции между двумя устройствами. Находится в стадии разработки.